# I-10 (tàu ngầm Nhật)
I-10 là một tàu ngầm tuần dương lớp Type A (巡潜甲型潜水艦 Junsen Kō-gata sensuikan) được Hải quân Đế quốc Nhật Bản chế tạo trong giai đoạn ngay trước Chiến tranh Thế giới thứ hai. Nhập biên chế năm 1941, nó đã tham gia vào cuộc tấn công Trân Châu Cảng, hỗ trợ cho hoạt động của tàu ngầm bỏ túi trong Ấn Độ Dương, tuần tra các khu vực New Caledonia và New Zealand, cũng như tham gia các Chiến dịch Guadalcanal và quần đảo Mariana trước khi bị tàu khu trục USS David W. Taylor đánh chìm gần Saipan vào ngày 4 tháng 7, 1944.

## Thiết kế và chế tạo

### Thiết kế
Tàu ngầm Type A1 là một phiên bản của lớp Junsen 3 (J3) dẫn trước, với tầm xa hoạt động vượt trội, thiết bị hỗ trợ máy bay được cải tiến, và được trang bị để hoạt động như soái hạm của hải đội tàu ngầm. Chúng có trọng lượng choán nước 2.966 tấn (2.919 tấn Anh) khi nổi và 4.195 tấn (4.129 tấn Anh) khi lặn, lườn tàu có chiều dài 113,7 m (373 ft 0 in), mạn tàu rộng 9,5 m (31 ft 2 in) và mớn nước sâu 5,3 m (17 ft 5 in). Con tàu có thể lặn sâu đến 100 m (328 ft), và có một thủy thủ đoàn đầy đủ bao gồm 114 sĩ quan và thủy thủ.
Chiếc tàu ngầm trang bị hai động cơ diesel Kampon Mk.2 Model 10 công suất 6.200 mã lực phanh (4.623 kW), mỗi chiếc vận hành một trục chân vịt. Khi lặn, mỗi trục được vận hành bởi một động cơ điện công suất 1.200 mã lực (895 kW). Khi di chuyển trên mặt nước nó đạt tốc độ tối đa 19 hải lý trên giờ (35 km/h; 22 mph) và 8,25 hải lý trên giờ (15,28 km/h; 9,49 mph) khi lặn dưới nước, tầm xa hoạt động 16.000 hải lý (30.000 km; 18.000 mi) ở tốc độ 16 hải lý trên giờ (30 km/h; 18 mph), và có thể lặn xa 90 nmi (170 km; 100 mi) ở tốc độ 3 hải lý trên giờ (5,6 km/h; 3,5 mph).
Type A1 có sáu ống phóng ngư lôi 53,3 cm (21,0 in), tất cả được bố trí trước mũi, và mang theo tổng cộng 18 quả ngư lôi Kiểu 95. Vũ khí trên boong tàu bao gồm khẩu hải pháo 14 cm (5,5 in), và hai khẩu pháo phòng không 25 mm Type 96 nòng đôi. Không giống như Type J3 dẫn trước, hầm chứa máy bay được tích hợp vào tháp chỉ huy và hướng ra phía trước. Máy phóng máy bay được bố trí hướng ra phía trước, trong khi khẩu hải pháo trên boong đặt phía sau. Cách sắp xếp này giúp chiếc thủy phi cơ Yokosuka E14Y tận dụng tốc độ hướng ra trước của con tàu khi được phóng lên.

### Chế tạo
I-10 được đặt lườn như là chiếc Tàu ngầm số 10 tại xưởng tàu của hãng Kawasaki ở Kobe vào ngày 7 tháng 6, 1938. Sau khi đổi tên thành I-10, nó được hạ thủy vào ngày 20 tháng 9 hoặc 29 tháng 9, 1939, rồi hoàn tất và nhập biên chế vào ngày 31 tháng 10, 1941, dưới quyền chỉ huy của Trung tá Hải quân Kayahara Yasuchika.

## Lịch sử hoạt động

### 1941
Ngay khi nhập biên chế, I-10 được phân về Quân khu Hải quân Sasebo, và được phối thuộc cùng Hải đội Tàu ngầm 2 trực thuộc Đệ Lục hạm đội. Vào ngày 10 tháng 11, nó đảm nhận vai trò soái hạm của Hải đội Tàu ngầm 2. Cùng vào ngày này, bên trên soái hạm Katori, Phó đô đốc Shimizu Mitsumi, Tư lệnh Đệ Lục hạm đội, công bố Kế hoạch Z, là kế hoạch tấn công căn cứ Trân Châu Cảng của Hải quân Hoa Kỳ, mở màn cho cuộc xung đột tại Thái Bình Dương. I-10 cùng với tàu ngầm I-26 được điều về Đơn vị Trinh sát Đệ Lục hạm đội.
Khi lực lượng Hải quân Nhật Bản bắt đầu được huy động phục vụ cho chiến dịch, I-10, mang theo một thủy phi cơ Watanabe E9W ("Slim"), rời Yokosuka vào ngày 16 tháng 11 với nhiệm vụ trinh sát các khu vực Fiji và quần đảo Samoa, bao gồm Tutuila tại Samoa thuộc Mỹ. Nó đi đến đảo san hô Kwajalein thuộc quần đảo Marshall vào ngày 23 tháng 11 để tiếp thêm nhiên liệu trước khi tiếp tục đi đến vùng biển Fiji. Ngoài khơi Viti Levu thuộc Fiji vào ngày 30 tháng 11, nó cho phóng chiếc thủy phi cơ để trinh sát Suva. Chiếc thủy phi cơ báo cáo không phát hiện tàu bè trong vịnh Suva, nhưng đã không quay trở lại chiếc tàu ngầm. Sau ba ngày tìm kiếm không có kết quả trong khi vẫn giữ chế độ im lặng vô tuyến, nó báo cáo tổn thất chiếc thủy phi cơ về Bộ tư lệnh Đệ Lục hạm đội.
Trên đường đi sang vùng biển Samoa vào ngày 2 tháng 12, nó nhận được thông điệp từ Hạm đội Liên hợp: "Leo núi Niitaka 1208" (tiếng Nhật: Niitakayama nobore 1208), là mật lệnh cho biết chiến sự với Khối Đồng Minh sẽ bắt đầu vào ngày 8 tháng 12 (theo giờ Nhật Bản, tức ngày 7 tháng 12 tại Hawaii bên kia đường đổi ngày). Vào ngày 3 tháng 12, nó trinh sát ngầm cảng Pago Pago tại Tutuila, Samoa thuộc Mỹ, phát hiện một tàu tuần dương hạng nặng Hoa Kỳ thuộc lớp New Orleans.

#### Chuyến tuần tra thứ nhất
Rời khu vực Samoa để hướng sang vùng biển Hawaii, I-10 đi đến khu vực tuần tra được chỉ định cách 1.300 nmi (2.400 km) về phía Nam Oahu vào ngày 7 tháng 12, ngày diễn ra cuộc tấn công. Đến ngày 9 tháng 12, sau khi tàu ngầm I-18 trông thấy tàu sân bay Hoa Kỳ USS Lexington, nó cùng các tàu ngầm khác được lệnh rời khu vực tuần tra để truy lùng Lexington. Chiều tối hôm đó ở vị trí 700 nmi (1.300 km) về phía Tây Nam Hawaii, nó phóng một quả ngư lôi tấn công tàu buôn Panama Donerail (4.430 tấn), vốn đang vận chuyển đường và dứa từ Suva đi sang Vancouver, Canada. Quả ngư lôi bị trượt, nên I-10 trồi lên mặt nước và tấn công mục tiêu bằng hải pháo, bắn 20 phát đạn pháo 14-cm. Khi thủy thủ của Donerail bỏ tàu, đạn pháo đã bắn trúng xuồng cứu sinh khiến mọi người trên xuồng đều thiệt mạng. Donerail đắm hai giờ sau đó tại tọa độ 08°B 152°T / 8°B 152°T, trong khi đó I-10 tiếp tục xả súng máy vào những người sống sót, khiến tổng cộng 27 hành khách và thủy thủ thiệt mạng, chỉ còn lại 16 người sống sót. Cuối cùng chỉ còn lại tám người của Donerail sống sót đến được Tarawa thuộc quần đảo Gilbert 38 ngày sau đó.
Đến ngày 12 tháng 12, I-10 được điều sang Lực lượng Tiền phương, đồng thời được lệnh đi sang vùng bờ Tây Hoa Kỳ để tuần tra tại khu vực ngoài khơi San Diego, California. Sang ngày hôm sau, Đại bản doanh Nhật Bản ra lệnh cho các tàu ngầm thuộc Đệ Lục hạm đội tiến hành bắn phá dọc vùng bờ Tây Hoa Kỳ. Do đó Phó đô đốc Mitsumi Shimizu, tư lệnh Đệ Lục hạm đội, điều động I-10 cùng với I-9, I-15, I-17, I-19, I-21, I-23, I-25 và I-26, mỗi chiếc sẽ bắn 30 quả đạn pháo xuống các mục tiêu dọc bờ Tây vào chiều tối ngày 25 tháng 12, dưới sự chỉ huy chung của Chuẩn đô đốc Tsutomu Sato bên trên I-9. Vào ngày 22 tháng 12, Đô đốc Yamamoto Isoroku, Tổng tư lệnh Hạm đội Liên hợp, ra lệnh trì hoãn đợt bắn phá cho đến ngày 27 tháng 12, Đến ngày 27 tháng 12, Chuẩn đô đốc Sato hủy bỏ kế hoạch bắn phá vì hầu hết các tàu ngầm tham gia bị thiếu hụt nhiên liệu; vì vậy I-10 kết thúc chuyến tuần tra và về đến Kwajalein thuộc quần đảo Marshall vào ngày 11 tháng 1, 1942. Nó lên đường ngay ngày hôm sau để quay trở về Nhật Bản, đi đến Yokosuka vào ngày 21 tháng 1.

### 1942

#### Hoạt động tại Ấn Độ Dương
I-10 được điều động sang Hải đội Tàu ngầm 8 từ ngày 10 tháng 3, 1942. Nó khởi hành từ Yokosuka hai ngày sau đó để truy tìm Lực lượng Đặc nhiệm 17 Hoa Kỳ, vốn đã tiến hành cuộc không kích Lae-Salamaua nhắm vào lực lượng Nhật Bản đang đổ bộ lên bờ biển Đông Bắc đảo New Guinea vào ngày 10 tháng 3. Tuy nhiên việc truy tìm không có kết quả và chiếc tàu ngầm quay trở về Kure vào ngày 20 tháng 3.
Sau khi Đức Quốc xã yêu cầu phía Nhật Bản tấn công các tuyến đường hàng hải của Đồng Minh trong Ấn Độ Dương, vào ngày 8 tháng 4, Đại bản doanh Nhật Bản quyết định phái lực lượng tàu ngầm sang hoạt động ngoài khơi bờ biển Đông Phi. Đội tàu ngầm 1 thuộc Hải đội Tàu ngầm 8 được rút từ Kwajalein về Nhật Bản, để hình thành nên Lực lượng "A" từ ngày 16 tháng 4, bao gồm các tàu ngầm I-10, I-16, I-18, I-20 và I-30, cùng với tàu ngầm bỏ túi và các tàu tuần dương phụ trợ Aikoku Maru và Hōkoku Maru, vốn sẽ hoạt động như các tàu tiếp liệu tàu ngầm. Lực lượng "A" lên đường ngay trong ngày hôm đó để hướng sang cảng Penang tại Malaya vừa bị chiếm đóng.
Trong lúc lực lượng đang trên đường đi, máy bay ném bom B-25 Mitchell của Không lực Lục quân Hoa Kỳ xuất phát từ tàu sân bay Hornet đã thực hiện cuộc Không kích Doolittle, ném bom các mục tiêu trên đảo Honshū vào ngày 18 tháng 4. Bộ tư lệnh Đệ Lục hạm đội đã ra lệnh cho Lực lượng "A" chuyển hướng sang phía Đông Bắc, băng qua phía Bắc quần đảo Bonin để đánh chặn lực lượng đặc nhiệm Hoa Kỳ vốn đã tung ra đợt tấn công. Họ không tìm thấy đối phương, nên quay trở lại để tiếp tục hành trình.
I-30 cùng Aikoku Maru ghé đến Penang từ ngày 20 đến ngày 22 tháng 4, trước khi tiến vào Ấn Độ Dương để hoạt động trinh sát mở đường vạch kế hoạch cho hoạt động của Lực lượng "A". I-10 dừng qua đêm 23-24 tháng 4 tại Singapore trước khi đi đến Penang. Trên đường đi, tàu vận tải Lục quân Urajio Maru đã bắn nhầm vào I-10, nhưng chiếc tàu ngầm không bị hư hại và đến được Penang an toàn vào ngày 25 tháng 4. Đến ngày 27 tháng 4, phần còn lại của Lực lượng "A" đi đến Penang và gặp gỡ tàu chở thủy phi cơ Nisshin, vốn được cải biến để vận chuyển tàu ngầm bỏ túi Type A. I-16, I-18 và I-20, mỗi chiếc nhận lên tàu một tàu ngầm bỏ túi vào ngày 30 tháng 4.
I-10 cùng phần còn lại của Lực lượng "A" rời Penang vào ngày 30 tháng 4, hướng sang phía Tây để hoạt động trong Ấn Độ Dương, và I-10 đảm nhiệm vai trò soái hạm của lực lượng. Các tàu ngầm được tiếp nhiên liệu từ Aikoku Maru và Hōkoku Maru vào các ngày 5, 10 và 15 tháng 5. Thủy phi cơ Yokosuka E14Y1 của I-10 đã trinh sát trên không cảng Durban, Nam Phi vào ngày 20 tháng 5, không tìm thấy mục tiêu nào đáng kể. Trong một tuần lễ tiếp theo, chiếc thủy phi cơ còn tiếp tục trinh sát East London, Port Elizabeth và Simon's Town. Đến ngày 24 tháng 5, tàu ngầm của Lực lượng "A" bắt gặp nhiều tàu bè Đồng Minh khi họ tiến đến gần Đông Phi. Trong đêm 29 tháng 5, thủy phi cơ của I-10 tiến hành trinh sát Diego-Suarez, Madagascar, phát hiện thiết giáp hạm Anh trong số tàu bè thả nêo trong cảng. Tư lệnh Lực lượng "A" quyết định sẽ là mục tiêu của đợt tấn công bằng tàu ngầm bỏ túi, dự kiến vào ngày 30 tháng 5.
Đến đúng ngày 30 tháng 5, tàu ngầm bỏ túi của I-18 không thể hoạt động do bị hỏng động cơ, nhưng cả I-16 và I-20 đều đã phóng các tàu ngầm bỏ túi của họ tấn công tàu bè Đồng Minh tại Diego Suarez. Tàu ngầm bỏ túi của I-20, chiếc M-20b, tìm cách xâm nhập được vào bên trong cảng, bị tấn công bằng mìn sâu, nhưng cũng đã phóng hai quả ngư lôi tấn công. Một quả đánh chìm tàu chở dầu Anh British Loyalty (6.993 tấn), trong khi quả kia gây hư hại nặng cho Ramillies, buộc chiếc thiết giáp hạm phải sửa chữa tại Nam Phi và sau đó tại Anh. Cả hai chiếc tàu ngầm bỏ túi đều đã không quay trở về, nên đến ngày 31 tháng 5, thủy phi cơ của I-10 đã bay bên trên Diego Suarez với hy vọng tìm thấy thủy thủ đoàn, nhưng không có kết quả. Tàu ngầm bỏ túi của I-16 mất tích trên biển, và thi thể một thủy thủ trôi dạt vào bờ biển Madagascar vào ngày 31 tháng 5. Thủy thủ chiếc M-20b cho mắc cạn tàu và di chuyển đến điểm hẹn, nhưng cả hai tử trận khi chạm trán với binh lính Anh vào ngày 2 tháng 6.
Sau cuộc tấn công bằng tàu ngầm bỏ túi tại Madagascar, Lực lượng "A" bắt đầu hoạt động càn quét tàu bè Đồng Minh trong Ấn Độ Dương. I-10 có chiến công đầu tiên lúc 02 giờ 31 phút ngày 5 tháng 6, khi nó đánh chìm tàu buôn Panama SS Atlantic Gulf (2.639 tấn) ở vị trí 350 nmi (650 km) về phía Đông Beira, Đông Phi thuộc Bồ Đào Nha (nay là Mozambique), tại tọa độ 21°03′N 037°36′Đ / 21,05°N 37,6°Đ. Cùng ngày hôm đó nó tiếp tục đánh chìm tàu chở hàng vũ trang Hoa Kỳ SS Melvin H. Baker (4.999 tấn) tại tọa độ 21°44′N 036°38′T / 21,733°N 36,633°T; thủy thủ đoàn được chiếc tàu buôn Anh SS Twickenham cứu vớt. Đến 09 giờ 53 phút ngày 8 tháng 6, cùng tại vị trí phía Đông Beira, I-10 phóng ngư lôi đánh chìm tàu buôn Anh SS King Lud (5.224 tấn), vốn đang trên đường từ Thành phố New York đến Bombay, Ấn Độ sau chặng dừng tại Cape Town, Nam Phi. King Lud đắm tại khoảng tọa độ 20°N 40°Đ / 20°N 40°Đ mà không có người nào sống sót.
Sau khi được Aikoku Maru và Hōkoku Maru tiếp tế và tiếp nhiên liệu vào ngày 17 tháng 6, I-10 quay trở lại hoạt động, và đến ngày 28 tháng 6 đã phóng ngư lôi tấn công tàu buôn Anh MV Queen Victoria (4.957 tấn), đang trên đường từ Anh sang Aden; Queen Victoria đắm tại vị trí phía Nam Beira, tại tọa độ 21°15′N 040°30′Đ / 21,25°N 40,5°Đ với tổn thất nhân mạng toàn bộ. Cùng tại phía Nam Beira vào ngày 30 tháng 6, nó phóng ngư lôi đánh chìm tàu chở hàng vũ trang Hoa Kỳ SS Express (6.737 tấn), đang trong hành trình từ Bombay đến Cape Town; Express đắm tại tọa độ 23°30′N 037°30′Đ / 23,5°N 37,5°Đ, và toàn bộ 11 thủy thủ và hai quân nhân đều thiệt mạng khi xuồng cứu sinh của họ bị lật úp do biển động mạnh.
I-10 kéo dài các chiến thắng trong Ấn Độ Dương sang tháng 7. Lúc 16 giờ 15 phút ngày 6 tháng 7, nó phóng ngư lôi đánh chìm tàu buôn Hy Lạp Nymphe (4.504 tấn) tại tọa độ 15°48′N 40°42′Đ / 15,8°N 40,7°Đ. Hai ngày sau đó lúc 07 giờ 48 phút, nó phóng ngư lôi tấn công tàu buôn vũ trang Anh SS Hartismere (5.498 tấn), đang trên đường từ Philadelphia, Pennsylvania đến Alexandria, Ai Cập. Một quả ngư lôi đánh trúng hầm tàu Hartismere, gây ra một vụ nổ dữ dội buộc thủy thủ phải bỏ tàu. I-10 trồi lên mặt nước và đánh chìm Hartismere bằng hải pháo tại tọa độ 18°00′N 041°22′Đ / 18°N 41,367°Đ. Nạn nhân cuối củng của nó tại Ấn Độ Dương là chiếc tàu buôn Hà Lan Alchiba (4.427 tấn), đang vận chuyển 4.000 tấn đạn dược đi từ Durban, Nam Phi đến London ngang qua Aden. I-10 phóng ngư lôi tấn công lúc 17 giờ 55 phút ngày 8 tháng 7, đánh trúng phòng động cơ bên mạn trái, khiến năm thủy thủ thiệt mạng. Những thủy thủ sống sót bỏ tàu, và I-10 trồi lên mặt nước để tấn công bằng hải pháo, bắn chín phát đạn pháo 14-cm, khiến Alchiba vỡ làm đôi và đắm tại tọa độ 18°30′N 41°40′Đ / 18,5°N 41,667°Đ.
Kết thúc đợt hoạt động tại khu vực Ấn Độ Dương, I-10 quay trở về Penang vào ngày 30 tháng 7. Nó lại khởi hành hai ngày sau đó để quay trở về Nhật Bản, đi đến Yokosuka vào ngày 12 tháng 8, nơi con tàu được đại tu. Chiếc tàu ngầm rời Yokosuka vào ngày 21 tháng 10 để đi sang khu vực Tây Nam Thái Bình Dương, đi đến căn cứ Truk thuộc quần đảo Caroline vào ngày 27 tháng 10. Tại đây nó được phân về Đơn vị Tuần tra "C" vào ngày 31 tháng 10.

#### Chiến dịch Guadalcanal
Trong khi I-10 đang được sửa chữa tại Nhật Bản, Chiến dịch Guadalcanal bắt đầu vào ngày 7 tháng 8, khi lực lượng Thủy quân Lục chiến Hoa Kỳ đổ bộ lên Guadalcanal, Tulagi, đảo Florida, Gavutu và Tanambogo ở phía Đông Nam quần đảo Solomon. Vào ngày 24 tháng 11, I-10 khởi hành từ Truk để tuần tra ngoài khơi đảo San Cristóbal, hỗ trợ cho một chiến dịch tấn công bằng tàu ngầm bỏ túi vào tàu bè Đồng Minh ngoài khơi Lungga Roads, tại bờ biển phía Bắc Guadalcanal. I-10 quay trở lại Truk vào ngày 18 tháng 12.

### 1943

#### Chuyến tuần tra thứ ba
I-10 xuất phát từ Truk vào ngày 5 tháng 1, 1943 với một thủy phi cơ Yokosuka E14Y1 trên tàu cho chuyến tuần tra thứ ba, nó có nhiệm vụ tấn công tàu bè Đồng Minh tại khu vực phía Nam quần đảo Solomon đồng thời trinh sát Nouméa, New Caledonia và eo biển Torres. Vào ngày 16 tháng 1, ở vị trí 80 nmi (150 km) về phía Đông Nam Nouméa, nó bắt gặp một tàu sân bay được hai tàu khu trục hộ tống, nên theo dõi và tìm cách tấn công, nhưng các quả ngư lôi phóng ra đều bị trượt. Sau hoàng hôn ngày 24 tháng 1, I-10 cho phóng chiếc thủy phi cơ để trinh sát bên trên khu vực Nouméa, và đến 01 giờ 00 ngày 25 tháng 1 báo cáo phát hiện nhiều thiết giáp hạm, tàu tuần dương, tàu khu trục và tàu vận tải trong cảng. Chiếc tàu ngầm không thể biết rằng vào thời điểm đó, Bộ trưởng Hải quân Hoa Kỳ Frank Knox cùng Đô đốc Chester W. Nimitz, Tổng tư lệnh Hạm đội Thái Bình Dương đang chủ trì một hội nghị các tư lệnh khu vực Nam Thái Bình Dương tại Nouméa.
Đến ngày 30 tháng 1, I-10 có mặt trong biển San hô ở vị trí 115 nmi (213 km) về phía Nam Hải đăng Amédée, New Caledonia khi nó phóng ngư lôi tấn công chiếc tàu Liberty Hoa Kỳ SS Samuel Gompers (7.176 tấn) vốn đang trong hành trình từ Nouméa đến Newcastle, New South Wales, Australia. Một quả ngư lôi duy nhất đánh trúng đuôi tàu lúc 04 giờ 49 phút đã khiến Samuel Gompers nổ tung và đắm chỉ năm phút sau đó tại tọa độ 24°28′N 166°20′Đ / 24,467°N 166,333°Đ. Đến khoảng 14 giờ 00 ngày 9 tháng 2, I-10 lại phóng ngư lôi tấn công một tàu vận tải không được hộ tống, nhưng quả ngư lôi đi bên dưới mục tiêu mà không kích nổ. Đến 05 giờ 42 phút ngày hôm sau 10 tháng 2, nó tấn công một tàu vận tải khác tại cùng khu vực, nhưng không có được vị trí tấn công tối ưu, nên các quả ngư lôi đều bị trượt.
I-10 đi đến ngoài khơi Auckland, New Zealand vào ngày 14 tháng 2, rồi ngoài khơi Wellington, New Zealand hai ngày sau đó. Vào ngày 22 tháng 2, Đơn vị Vô tuyến Hạm đội, Melbourne (FRUMEL), một đơn vị tình báo tín hiệu Đồng Minh đặt căn cứ tại Melbourne, Australia, chặn được và giải mã nhiều bức điện của I-10, và dự đoán rằng chiếc tàu ngầm sẽ băng qua khu vực eo biển Cook giữa đảo Bắc và đảo Nam. Cuộc truy lùng được Không quân Hoàng gia New Zealand tiến hành đã không mang lại kết quả, vì họ không biết rằng I-10 đã băng qua eo biển một tuần trước đó.
I-10 đã tấn công một tàu vận tải lúc 10 giờ 50 phút ngày 27 tháng 2, nhưng các quả ngư lôi đều bị trượt. Đến ngày 1 tháng 3, nó thành công hơn khi phóng ngư lôi trúng tàu chở dầu Hoa Kỳ SS Gulfwave (7.141 tấn) ở khu vực quần đảo New Hebrides, tại tọa độ 20°30′N 174°45′Đ / 20,5°N 174,75°Đ. Tuy nhiên Gulfwave chỉ bị hư hại mà không chịu thương vong, và nó đi đến được Suva thuộc quần đảo Fiji bằng chính động lực của mình. Sau khi tiến hành trinh sát eo biển Torres trong ngày 5 tháng 3, chiếc tàu ngầm lên đường quay trở về căn cứ, đi đến Truk vào ngày 10 tháng 3.

#### Hỗ trợ nhiệm vụYanagi
I-10 khởi hành từ Truk vào ngày 15 tháng 3 để quay trở về Nhật Bản, đi đến Sasebo vào ngày 21 tháng 3, nơi nó được sửa chữa. Sau khi hoàn tất nó rời Sasebo vào ngày 17 tháng 5, đi đến biển nội địa Seto, nơi nó thực hành tiếp nhiên liệu trên biển cùng với tàu ngầm I-8 từ ngày 17 đến ngày 19 tháng 5. I-8 là tàu ngầm được chọn để thực hiện nhiệm vụ Yanagi, một chuyến đi khứ hồi sang lãnh thổ Pháp bị Đức Quốc Xã chiếm đóng nhằm trao đổi vật tư chiến lược và kỹ thuật quân sự giữa các nước thuộc phe Trục.
I-10 đi đến Kure vào ngày 26 tháng 5, rồi cùng I-8 và tàu tiếp liệu tàu ngầm Hie Maru xuất phát từ Kure vào ngày 1 tháng 6. Họ đi sang qua vịnh Saeki trước khi tiếp tục hành trình vào ngày hôm sau, đi đến Penang vào ngày 12 tháng 6. Tại đây I-10 được đặt làm soái hạm của Hải đội Tàu ngầm 8. Với Chuẩn đô đốc Ishizaki Noboru, Tư lệnh Hải đội Tàu ngầm 8 trên tàu, I-10 khởi hành từ Penang vào ngày 27 tháng 6, tháp tùng I-8 làm nhiệm vụ Yanagi trong chặng đầu của hành trình đi sang Pháp. I-10 đã tiếp nhiên liệu cho I-8 hai lần, tại tọa độ 04°53′N 087°20′Đ / 4,883°N 87,333°Đ vào ngày 1 tháng 7 và tại tọa độ 22°25′N 076°15′Đ / 22,417°N 76,25°Đ vào ngày 6 tháng 7 trước khi hai chiếc tàu ngầm tách ra để I-8 tiếp tục hành trình hướng sang Pháp.

#### Chuyến tuần tra thứ tư
Sau đó I-10 tiếp tục chuyến tuần tra thứ tư để đánh phá tàu bè đối phương trong Ấn Độ Dương. Trong vịnh Aden vào ngày 22 tháng 7, nó phóng ngư lôi đánh chìm tàu chở dầu Na Uy Alcides (7.634 tấn), vốn đang trong hành trình từ Abadan, Iran đến Fremantle, Australia. Sau khi Alcides đắm tại tọa độ 03°N 068°Đ / 3°N 68°Đ, I-10 đã bắt giữ hạm trưởng, sĩ quan thông tin và một hạ sĩ quan như tù binh chiến tranh. Nó kết thúc chuyến tuần tra và quay trở về Penang vào ngày 4 tháng 8.

#### Chuyến tuần tra thứ năm
Với một đội quay phim năm người để quay những cảnh quay cho bộ phim tuyên truyền Gochin! ("Đánh chìm!") cùng một thủy phi cơ Yokosuka E14Y1 trên tàu, I-10 khởi hành từ Penang vào ngày 2 tháng 9 cho chuyến tuần tra thứ năm để tiếp tục hoạt động đánh phá tàu bè trong Ấn Độ Dương ở khu vực vịnh Aden. Vào ngày 14 tháng 9, nó phóng ngư lôi tấn công tàu chở dầu Na Uy Bramora (6.361 tấn), vốn đang vận chuyển dầu mỏ từ Bandar Abbas, Iran đến Melbourne, Australia. Bramora đắm ở vị trí về phía Tây Nam quần đảo Chagos, tại tọa độ 06°00′B 067°00′Đ / 6°B 67°Đ. Đến bình minh ngày 20 tháng 9, thủy phi cơ trinh sát E14Y1 của nó đã bay trinh sát bên trên đảo Perim ở eo biển Bab-el-Mandeb nhằm xác minh tin tức tình báo rằng phía Đồng Minh đã xây dựng một sân bay tại đây, nhưng nó đã không phát hiện được sân bay nào.
I-10 quay trở lại khu vực vịnh Aden, nơi lúc khoảng 02 giờ 00 ngày 24 tháng 9, nó phát hiện tàu Liberty Hoa Kỳ SS Elias Howe (7.634 tấn) ở vị trí 75 nmi (139 km) về phía Đông Nam Aden. I-10 phóng hai quả ngư lôi tấn công lúc 03 giờ 12 phút, và một quả trúng đích đã khiến hai thủy thủ trong phòng động cơ thiệt mạng và bùng lên một đám cháy. Sau khi Elias Howe gửi tín hiệu cầu cứu, I-10 trồi lên mặt nước và đánh trúng thêm một quả ngư lôi thứ hai. Khoảng 15 phút sau đó, hàng hóa là chất nổ trên tàu bốc cháy và phát nổ, khiến Elias Howe đắm tại tọa độ 11°40′B 044°35′Đ / 11,667°B 44,583°Đ. Tàu đánh cá vũ trang hải quân Hoàng gia Anh HMS Aiglon cùng một thủy phi cơ đã cứu vớt những người sống sót.
Lúc khoảng 16 giờ 30 phút ngày 1 tháng 10, I-10 phát hiện một đoàn tàu vận tải Đồng Minh trong vịnh Aden đang hướng sang phía Tây với vận tốc 10 kn (19 km/h), nên bắt đầu truy đuổi. Nó phóng ba quả ngư lôi tấn công tàu buôn vũ trang Na Uy SS Storviken (4.836 tấn), vốn đang vận chuyển than đá từ Mombasa, Đông Phi thuộc Anh đến Aden. Hai quả ngư lôi trúng đích bên mạn phải đã đánh chìm Storviken tại tọa độ 11°4′B 048°07′Đ / 11,067°B 48,117°Đ, và I-10 đã bắt giữ hai thủy thủ của Storviken như tù binh chiến tranh.
Đang khi đang đi ngầm trong vịnh Aden lúc khoảng 16 giờ 10 phút ngày 4 tháng 10, I-10 nghe thấy tiếng chân vịt của nhiều tàu trước khi phát hiện Đoàn tàu AP 47 bao gồm chín tàu buôn được hai tàu khu trục hộ tống, đang trong hành trình từ Aden đến Abadan. I-10 đuổi theo đoàn tàu và trồi lên mặt nước khi trời tối. Tại vị trí 140 nmi (260 km) về phía Tây Bắc mũi Guardafui, Somaliland, lúc 05 giờ 10 ngày 5 tháng 10, nó phóng ba quả ngư lôi tấn công các mục tiêu chồng lấp từ khoảng cách 6.340 yd (5.800 m) trước khi lặn xuống độ sâu 390 ft (120 m) để ẩn nấp. Một quả ngư lôi đã đánh trúng tàu chở dầu Na Uy SS Anna Knudsen (9.057 tấn) phía mũi tàu bên mạn phải, tại tọa độ 14°20′B 050°47′Đ / 14,333°B 50,783°Đ khiến con tàu bị ngập nước, buộc hạm trưởng phải ra lệnh bỏ tàu. Tuy nhiên thủy thủ đoàn đã quay trở lại tàu sau khi việc ngập nước. Trong khi đó, thủy thủ của I-10 nghe thấy ba tiếng nổ lớn, nên tự nhận đã đánh chìm được ba tàu buôn. I-10 bị hư hại nhẹ ở phòng động cơ bởi đợt phản công ngắn bằng mìn sâu từ các tàu hộ tống.
Trong Ấn Độ Dương gần đảo san hô vòng Addu vào ngày 24 tháng 10, I-10 đã tấn công chiếc tàu buôn vũ trang Anh MV Congella (4.533 tấn) lúc 11 giờ 25 phút, vốn đang trong hành trình từ Calcutta, Ấn Độ đến Durban, Nam Phi. Sau khi cả hai quả ngư lôi phóng ra đều trượt mục tiêu, I-10 trồi lên mặt nước để tấn công bằng hải pháo, khiến Congella bốc cháy. Thủy thủ đoàn đã bỏ tàu trước khi Congella đắm tại tọa độ 01°02′B 071°14′Đ / 1,033°B 71,233°Đ. Tàu đánh cá voi Okapi và hai thủy phi cơ PBY Catalina cứu vớt được 37 người sống sót, nhưng  ba pháo thủ cùng 25 thủy thủ thiệt mạng, và sĩ quan thông tin của Congella đã I-10 bị bắt giữ như tù binh chiến tranh. Chiếc tàu ngầm kết thúc chuyến tuần tra và về đến Penang vào ngày 30 tháng 10. Nó rời Penang vào ngày 5 tháng 11, ở lại Singapore từ ngày 7 tháng 11 đến ngày 7 tháng 12, rồi lên đường quay trở về Nhật Bản, đi đến Sasebo vào ngày 16 tháng 12, nơi nó được sửa chữa và đại tu.

### 1944
Đang khi ở lại Sasebo, I-10 được điều động trực thuộc Đệ Lục hạm đội từ ngày 1 tháng 1, 1944. Sau khi hoàn tất việc sửa chữa, nó rời Sasebo vào ngày 3 tháng 2 để đi sang Truk. Lúc nó đang trên đường đi, vào ngày 9 tháng 2, Đơn vị FRUMEL giải mã được thông tin về lịch trình của chiếc tàu ngầm, nhưng đã không ngăn được I-10 đi đến Truk an toàn vào ngày 10 tháng 2.

#### Chiến dịch Hailstone
Trong thời gian I-10 ở lại căn cứ Truk, Lực lượng Đặc nhiệm 58 Hải quân Hoa Kỳ tiến hành Chiến dịch Hailstone nhằm không kích căn cứ chủ lực này của Nhật Bản bằng máy bay xuất phát từ tàu sân bay trong các ngày 17 và 18 tháng 2. Bị bất ngờ trong ngày không kích đầu tiên, I-10 chịu tổn thất ba người tử trận và hai người bị thương và bị hư hại nhẹ, nhưng sang ngày thứ hai nó đã cùng các tàu ngầm Ro-36 và Ro-42 ra khơi để truy tìm hạm đội đối phương. I-10 đã tìm kiếm tại vùng biển phía Đông đảo Dublon nhưng không có kết quả.

#### Chuyến tuần tra thứ sáu
I-10 khởi hành từ Truk vào ngày 25 tháng 2 cho chuyến tuần tra thứ sáu, dự định sẽ hoạt động ngoài khơi vùng bờ Tây Hoa Kỳ. Tuy nhiên vào ngày 4 tháng 3, chiếc tàu ngầm bị hư hại sau một đợt tấn công bằng mìn sâu của đối phương tại Thái Bình Dương về phía Đông đảo san hô vòng Mili, nên buộc phải hủy bỏ chuyến tuần tra. Nó về đến Yokosuka vào ngày 20 tháng 3 để được sửa chữa. Cùng trong thời gian này con tàu có thể đã được trang bị máy dò radar E27 Type 3 và sonar Type 3.

#### Chuyến tuần tra thứ bảy
Sau khi hoàn tất việc sửa chữa, I-10 rời Yokosuka vào ngày 4 tháng 5 với một thủy phi cơ Yokosuka E14Y1 trên tàu để bắt đầu chuyến tuần tra thứ bảy tại Thái Bình Dương về phía Đông quần đảo Marshall. Lúc chiều tối ngày 12 tháng 6, chiếc thủy phi cơ của nó đã trinh sát trên không khu vực neo đậu tại Majuro, nhưng lực lượng viễn chinh Hoa Kỳ đã rời đảo san hô này sáu ngày trước đó, nên chiếc E14Y1 đã không phát hiện được tàu bè nào tại đây. Khi quay trở lại cùng I-10, chiếc thủy phi cơ bị lật úp và bị mất, nhưng đội bay được chiếc tàu ngầm giải cứu.
Vào ngày 13 tháng 6, Đô đốc Toyoda Soemu, Tổng tư lệnh Hạm đội Liên hợp, ra lệnh tiến hành Chiến dịch A-Go để phòng thủ quần đảo Mariana, và chỉ thị cho Phó đô đốc Takagi Takeo, Tư lệnh Đệ Lục hạm đội đặt căn cứ tại Saipan, bố trí toàn bộ tàu ngầm dưới quyền về hướng quần đảo Mariana. Vì vậy 18 tàu ngầm, bao gồm I-10, được phái tuần tra tại khu vực này. Chiến dịch quần đảo Mariana bắt đầu vào ngày 15 tháng 6 khi lực lượng Hoa Kỳ tiến hành đổ bộ lên Saipan, khiến thông tin liên lạc với đô đốc Takagi tại Saipan bị gián đoạn. Vì vậy việc chỉ huy các tàu ngầm tạm thời được chuyển cho Chuẩn đô đốc Owada Noboru, Tư lệnh Hải đội Tàu ngầm 7, và ông ra lệnh rút lui tất cả các tàu ngầm ngoại trừ sáu chiếc khỏi khu vực Mariana. I-10 nằm trong số sáu chiếc được giữ lại khu vực này.
Đến ngày 24 tháng 6, Hạm đội Liên hợp chỉ thị cho đô đốc Owada tìm cách di tản đô đốc Takagi cùng ban tham mưu Đệ Lục hạm đội khỏi Saipan; I-10 lúc đó đang hoạt động về phía Đông Saipan, nên được đô đốc Owada giao nhiệm vụ này. Lúc 12 giờ 00 (giờ Nhật Bản) ngày 28 tháng 6, chiếc tàu ngầm báo cáo đang ở vị trí 40 nmi (74 km) về phía Đông Bắc Saipan, và không thể vượt qua hàng rào tàu chiến Hoa Kỳ đang phong tỏa Saipan để tiếp xúc với đô đốc Takagi và ban tham mưu. Sau đó I-10 hoàn toàn mất liên lạc, và đến ngày 2 tháng 7, Hải quân Nhật Bản công bố I-10 có thể đã bị mất ngoài khơi Saipan với tổn thất nhân mạng toàn bộ 103 thành viên thủy thủ đoàn.

#### Bị mất
Thực ra I-10 chưa bị mất vào ngày 2 tháng 7, nhưng nó cũng không sống sót lâu hơn bao nhiêu. Lúc 17 giờ 02 phút ngày 4 tháng 7, Đội đặc nhiệm 50.17 Hải quân Hoa Kỳ với tàu sân bay hộ tống USS Breton (CVE-23) đang được tiếp nhiên liệu ở vị trí 110 nmi (200 km) về phía Đông Bắc Saipan, khi tàu hộ tống khu trục USS Riddle  (DE-185) dò được qua sonar một tàu ngầm đang đi ngầm ở phương vị 250 độ, khoảng cách 1.900 yd (1.700 m). Trong khi đội đặc nhiệm bẻ lái sang mạn trái để né tránh, Riddle thả năm quả mìn sâu tấn công mục tiêu. Chiếc tàu ngầm di chuyển vào giữa làn sóng các con tàu đang rút lui, khiến Riddle mất dấu mục tiêu trong 18 phút. Khi bắt gặp lại mục tiêu qua sonar ở khoảng cách 1.250 yd (1.140 m), Riddle bắn ba loạt súng cối chống ngầm Hedgehog tấn công, nhưng đối thủ lặn sâu hơn và cơ động đổi hướng nên né tránh được. Đến 18 giờ 12, Riddle thả thêm một lượt mìn sâu khác, nhưng vẫn không đem lại kết quả.
Sau khi được Riddle chuyển tiếp thông tin về khoảng cách, phương vị và hướng đi của mục tiêu, tàu khu trục USS David W. Taylor (DD-551) dò được mục tiêu qua sonar lúc 18 giờ 22 phút. Nó thả 11 quả mìn sâu được cài đặt để kích nổ ở độ sâu trung bình. Riddle chuẩn bị tung ra một lượt tấn công khác khi nó nghe thấy một tiếng nổ lớn dưới nước ngay trước mặt nó lúc 18 giờ 26 phút, và không còn tín hiệu của mục tiêu. Đến chiều tối, nhiều mảnh vỡ và dầu diesel trồi lên mặt biển tại tọa độ 15°26′B 147°48′Đ / 15,433°B 147,8°Đ, xác nhận I-10 đã bị đánh chìm. Vệt dầu loang lan rộng sang ngày hôm sau đến 9 nmi (17 km) từ vị trí bị đánh chìm.
Hải quân Nhật Bản rút tên I-10 khỏi đăng bạ hải quân vào ngày 10 tháng 10, 1944.